# Titao
Titao es una ciudad de la provincia de Loroum, en la región Norte, Burkina Faso. A 9 de diciembre de 2006 tenía una población censada de 19 131 habitantes.
Se encuentra ubicada al norte de la frontera con Costa de Marfil y al sur de la capital del país, Uagadugú. 